# Josef von Scheiger

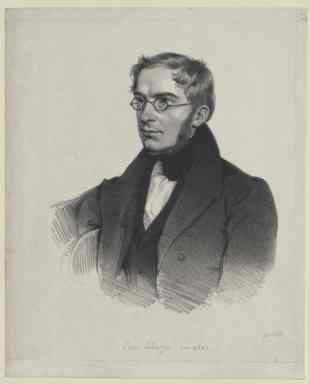
Josef Edler von Scheiger

Josef Scheiger, ab 1872 nach Nobilitierung Josef Edler von Scheiger (* 2. Februar 1801 in Wien; † 6. Mai 1886 in Graz), war ein österreichischer Kulturhistoriker und Postbeamter. Scheiger beschäftigte sich mit der archäologischen Topografie, insbesondere der Burgenarchäologie. Besonders hervorzuheben ist seine Tätigkeit für den Historischen Verein für Steiermark, in dem er von 1850 bis 1872 Ausschussmitglied sowie für die k.k. Central-Commission zur Erforschung und Erhaltung der Baudenkmale, deren Konservator er ab 1851 für Graz, von 1855 bis 1871 für ganz Steiermark war. Scheiger gilt als Begründer der österreichischen topographischen Burgenarchäologie.

## Leben
Scheiger war der Sohn eines Juweliers und studierte an der Universität Wien bis 1823 Rechtswissenschaft. 1819 schloss er sich dem Burschenschaftlichen Kreis in Wien an. 1820 kam er wegen seiner burschenschaftlicher Betätigung in Untersuchungshaft.
Von 1824 bis 1827 war er Aktuar und Untersuchungsrichter bei der Stiftsherrschaft Schotten in Wien tätig. Scheiger trat anschließend 1827 als Konzeptspraktikant in die Fahrpostdirektion in Wien ein. Von 1835 bis 1839 war er Oberpostverwalter in Zara, von 1839 bis 1845 Adjunkt der Postdirektion in Venedig, 1845 bis 1850 Oberpostverwalter und 1850 bis zu seiner Pensionierung 1867 Postdirektor von Graz.
Im Jahre 1861 heiratete er die erfolgreiche Fachschriftstellerin Katharina Pratobevera, eine Jugendfreundin, für die es bereits die zweite Ehe war.
Erste literarische Versuche im Jahr 1819 brachten Scheiger unter anderem in Verbindung mit Joseph von Hormayr, in dessen Archiv er eine Reihe von kulturhistorischen Arbeiten veröffentlichte. Früh wandte er sich der archäologischen Topographie zu, insbesondere der Burgenarchäologie, als deren Begründer er in Österreich gilt. Auf zahlreichen Fußreisen, vor allem in Niederösterreich, schuf er sich eine umfangreiche Sammlung topographisch getreuer Aufnahmen von Wehrbauten, auf deren Grundlage er eine Reihe von Arbeiten, 1828 die „Andeutungen zu einigen Ausflügen . . . “ und als erste Zusammenschau des neuen Fachgebietes 1837 „Über Burgen und Schlösser . . . “ verfasste.
Richtunggebend dabei war auch Scheigers Abkehr von der romantisch-schwärmerischen Betrachtungsweise von Baudenkmalen. Sein bewusst nüchtern gehaltener Schreibstil kam auch seinen für die Praxis geschriebenen Broschüren, z. B. einer Anleitung für Fußreisende und für Feuer- oder Denkmalschutz, zugute. Mit seinen Arbeiten über das bürgerliche Zeughaus in Wien gab er auch der historischen Waffenkunde entscheidende Impulse.
Die Jahre 1835 bis 1845, in denen er in Zadar und Venedig als Postbeamter tätig war, bildeten eine unfreiwillige Zäsur in seiner publizistischen Tätigkeit, die er erst in Graz wieder fortsetzte.
Es folgten zahlreiche, meist in Zeitungen und Zeitschriften verstreute Arbeiten aus dem Gebiet der historischen Topographie der Steiermark. 1872 wurde ihm die kaiserlichen Auszeichnung Edler von verliehen. Er war Mitglied sowie Ehrenmitglied zahlreicher gemeinnütziger und wissenschaftlicher Gesellschaften und Vereine. Er war für den Historischen Verein für Steiermark von 1850 bis 1872 Ausschussmitglied. Er war Konservator der k.k. Central-Commission zur Erforschung und Erhaltung der Baudenkmale (heute Bundesdenkmalamt) für Graz und von 1855 bis 1871 für die ganze Steiermark (heute Landeskonservator).

## Werke
- Das von Ritter v. Schönfeld gegründete technolog. Mus. in Wien, 1824; Ausgabe in Latein: Museum technologicum ab Equite de Schönfeld Vindobonae fundatum. 1825.
- Ausflug in einige Umgebungen von Neustadt und einige Puncte des Weges nach dem Schneeberg. In: Archiv für Geschichte, Statistik, Literatur und Kunst. 17, 1826.
- Der Fußreisende in Österreich, 1827.
- Andeutungen zu einigen Ausflügen im Viertel unter dem Wienerwalde, und seinen nächsten Umgebungen. Wien 1828 (Google Buch).
- Andeutungen zur Geschichte und Beschreibung des bürgerlichen Zeughauses in Wien, in: Beiträge zur Landeskunde Oesterreichs unter der Enns 3, 1833, auch selbständig.
- Ueber Schutz und Hilfe gegen Feuersbrünste. Carl Gerold, Wien 1835 (Google Buch).
- Über Burgen und Schlösser im Lande Österreich unter der Enns. Fr. Beck’s Universitäts-Buchhandlung, Wien 1837 (Google Buch).
- Andeutungen über Erhaltung und Herstellung alter Burgen und Schlösser, 1853.
- Von dem Einflusse der Pflanzen auf die Zerstörung der Ruinen. In: Berichte und Mittheilungen des Alterthums-Vereines zu Wien. Band 2, 1857.
- Hochosterwitz in Kärnthen. In: Mittheilungen der k. k. Central-Commission zur Erforschung und Erhaltung der Baudenkmale. 5, Wien 1860 (Google Buch).
- Quellen und Beiträge zur Geschichte der Vertheidigung des Schlossberges in Graz im Jahre 1809. In: Mittheilungen des historischen Vereines für Steiermark. Band 14, 1866.
- Chronik des alten Geschlechtes deren v. Schilling, ohne Jahresangabe.
- (als Hrsg.): Die Panthaidungen von Wartenstein und Grimmenstein. In: Zeitschrift für österreichische Rechtsgelehrsamkeit und politische Gesetze. 1829, Hauptbibliothek, Band 1.

Dazu kommen noch 25 weitere Beiträge in Archiv für Geographie, Historie, Staats- und Kriegskunst (bzw. Archiv für Geschichte, Statistik, Literatur und Kunst) 12–17, 1821–26, zahlreiche Beiträge in Zeitungen und Zeitschriften.